# Iglesia de San Nicolás (Leipzig)
La iglesia de San Nicolás (en alemán: Nikolaikirche) ha sido durante largo tiempo una de las iglesias más famosas de Leipzig. Alcanzó fama nacional en 1989 con las manifestaciones del lunes al convertirse en el centro de la rebelión pacífica contra el régimen socialista.

## Historia
La iglesia fue construida hacia 1165 en la época en que fue fundada Leipzig. Su nombre viene dado por San Nicolás, que es el patrón de los comerciantes y mayoristas. Está situada en el corazón mismo de la ciudad, en la intersección de dos calles comerciales entonces importantes, Via Regia y Via Imperii. Está construida parcialmente en estilo románico pero fue ampliada a principios del siglo XVI con un estilo más gótico. En 1794 fue remodelado el interior por el arquitecto alemán Johann Carl Friedrich Dauthe siguiendo un estilo neoclásico. La iglesia ha sido protestante desde 1539 tras la Reforma, aunque la iglesia católica también puede utilizarla.
La iglesia acogió cuatro de las cinco interpretaciones, incluyendo el estreno, de la Pasión según San Juan de Johann Sebastian Bach el Viernes Santo de 1724, 1728, 1732 y 1749, así como muchas de sus cantatas y oratorios interpretados por el Thomanerchor.
Más recientemente, la iglesia ha estado luchando para encontrar los fondos para restauraciones del interior que se han producido desde 1968. La administración de la iglesia está dirigida por Bernhard Stief.

### Las manifestaciones pacíficas
El artista de cabaret Bernd-Lutz Lange comentó sobre estos acontecimientos que empezaron en la iglesia de San Nicolás:

«No había ningún líder de la revolución. La cabeza era la Nikolaikirche y el cuerpo el centro de la ciudad. Sólo había un liderazgo: Lunes, 17:00, Iglesia de San Nicolás.»

## El órgano
El órgano de iglesia es uno de los mejores ejemplos de construcción de órganos en el estilo romántico de Europa y fue renovado de un sistema mecánico a uno neumático a principios del siglo XX.

## Galería de imágenes

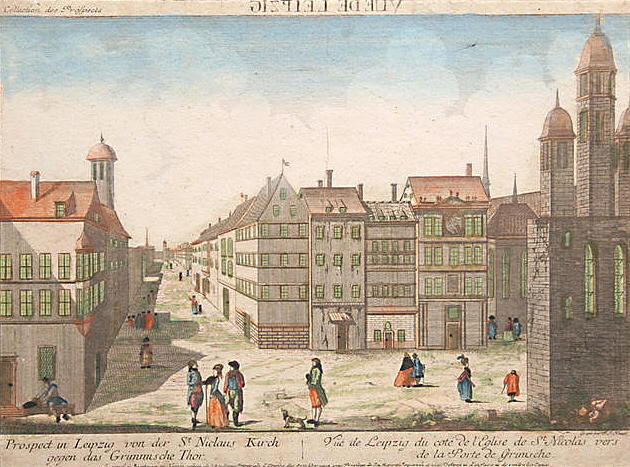
Plaza, s.XVIII
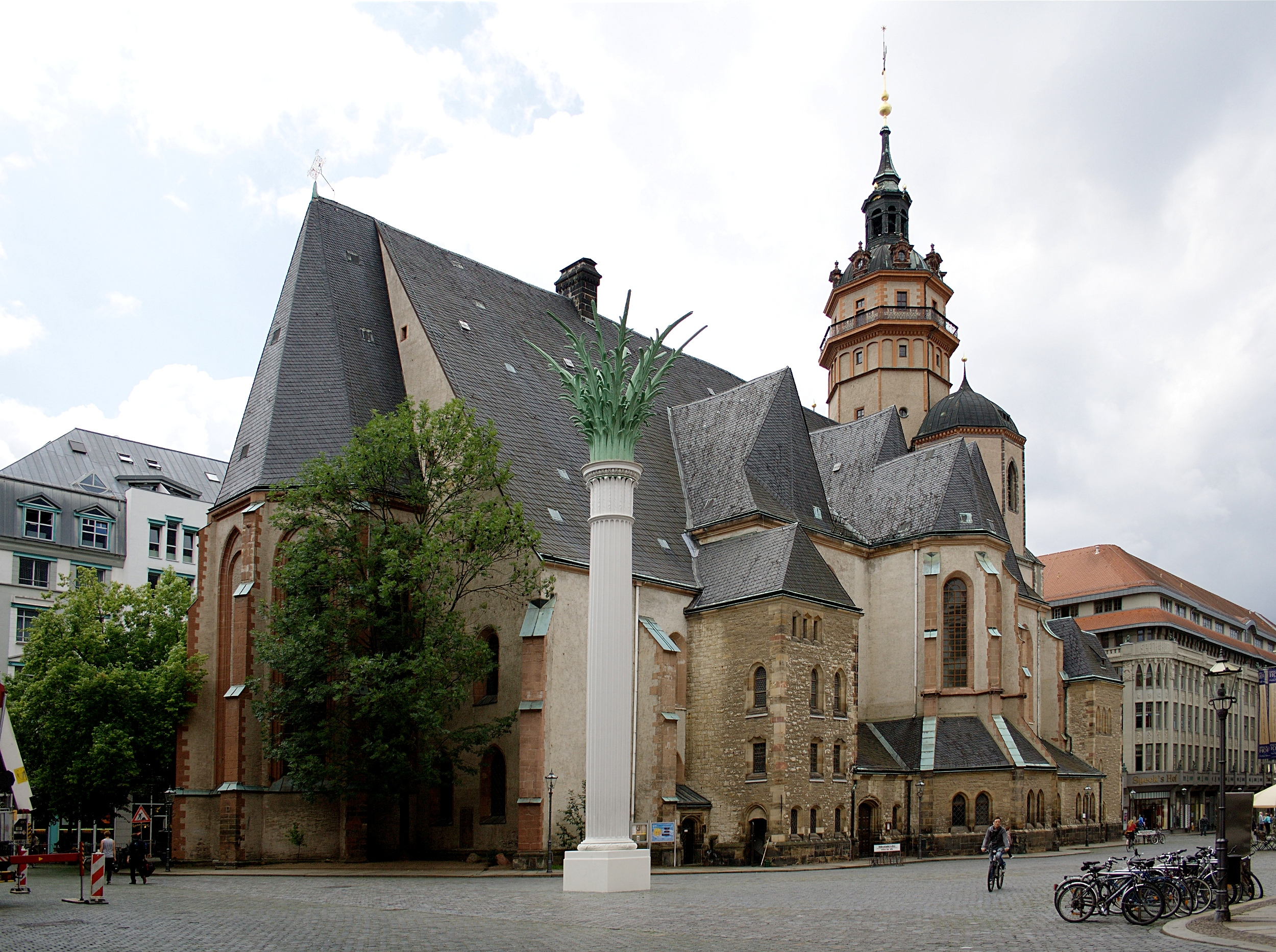
Nikolaikirche
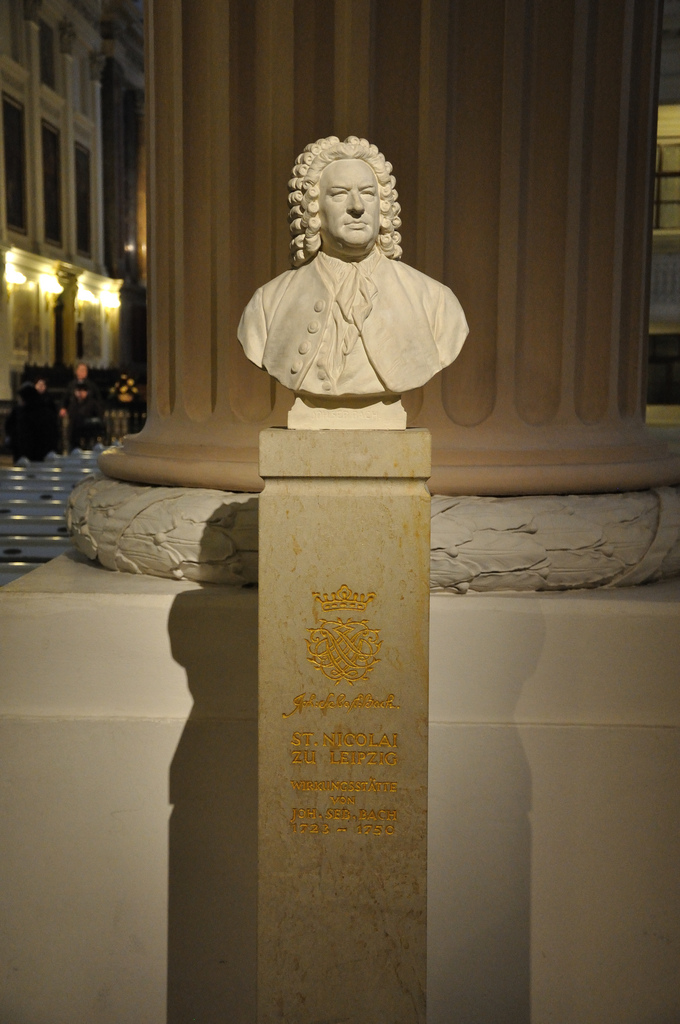
Busto de J.S. Bach en la Nikolaikirche
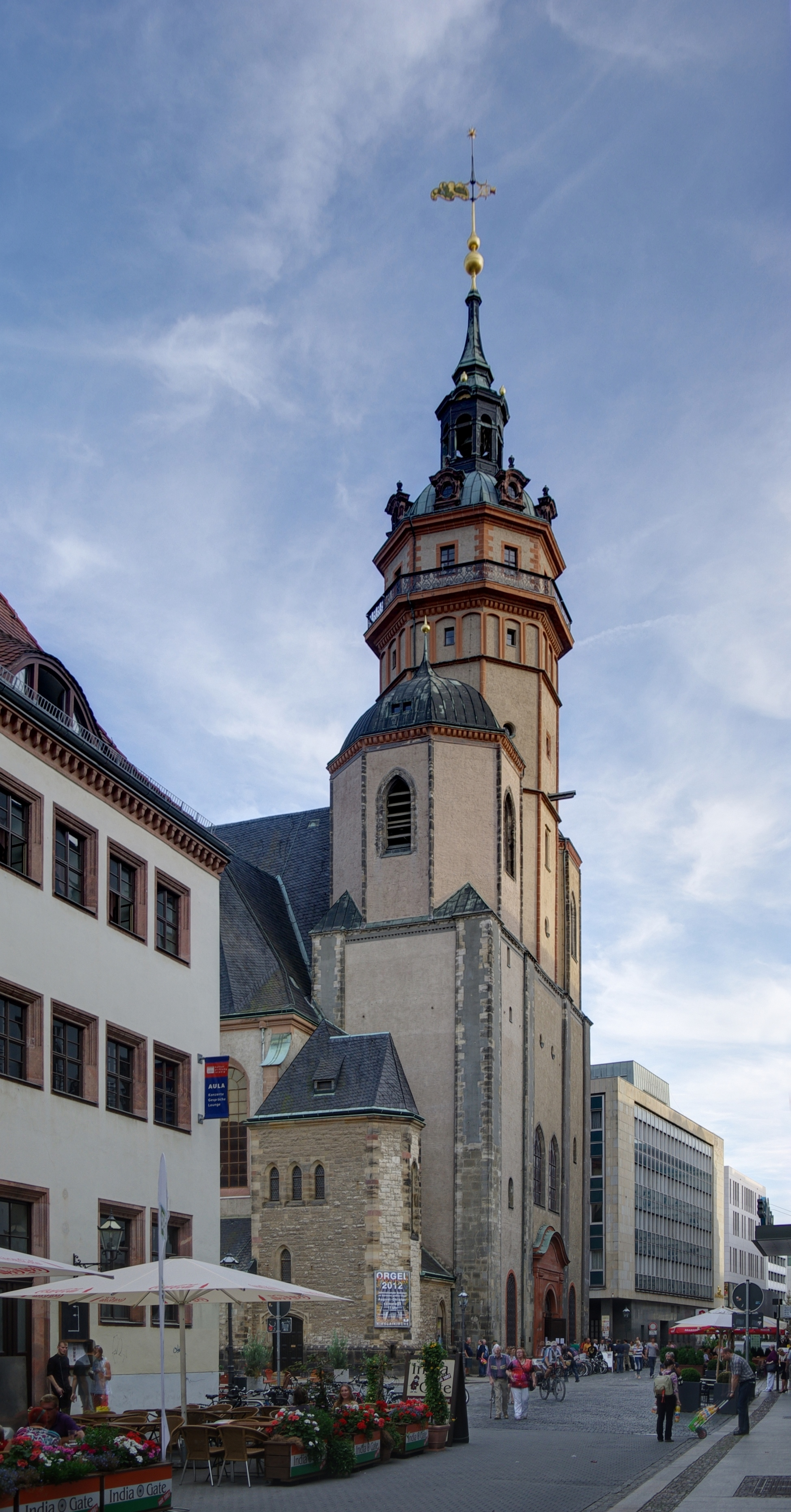
Torre
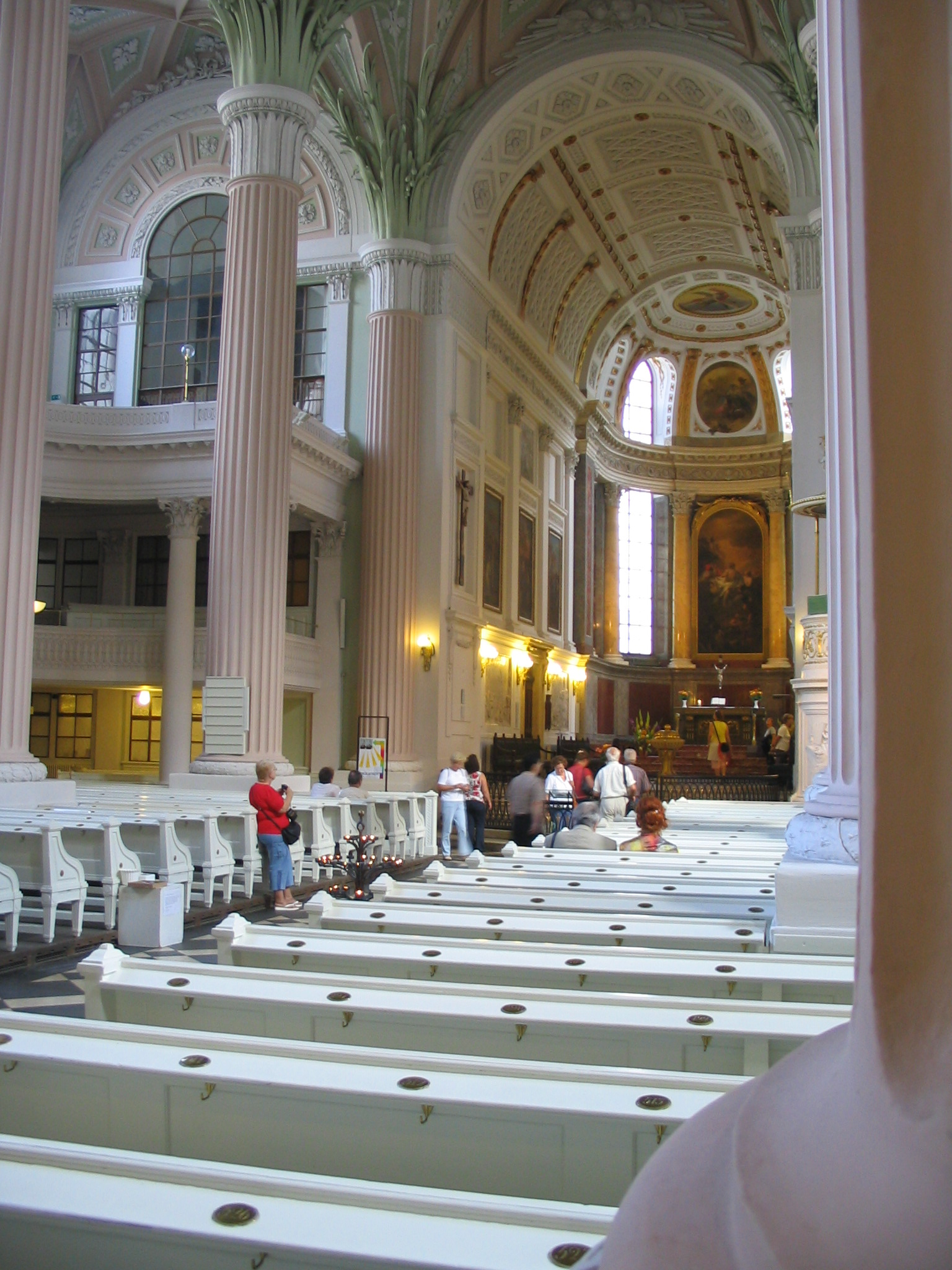
Interior
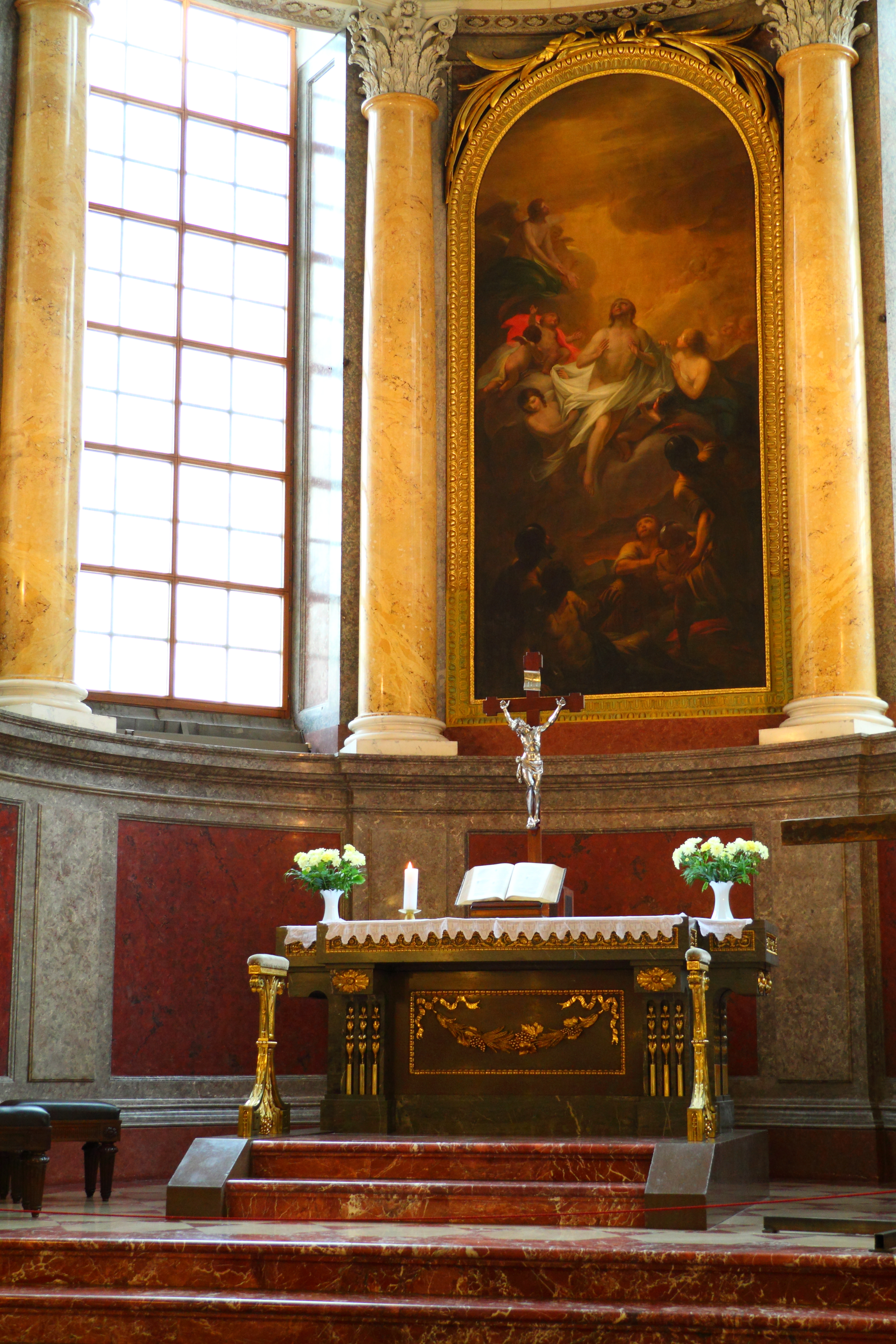
Altar
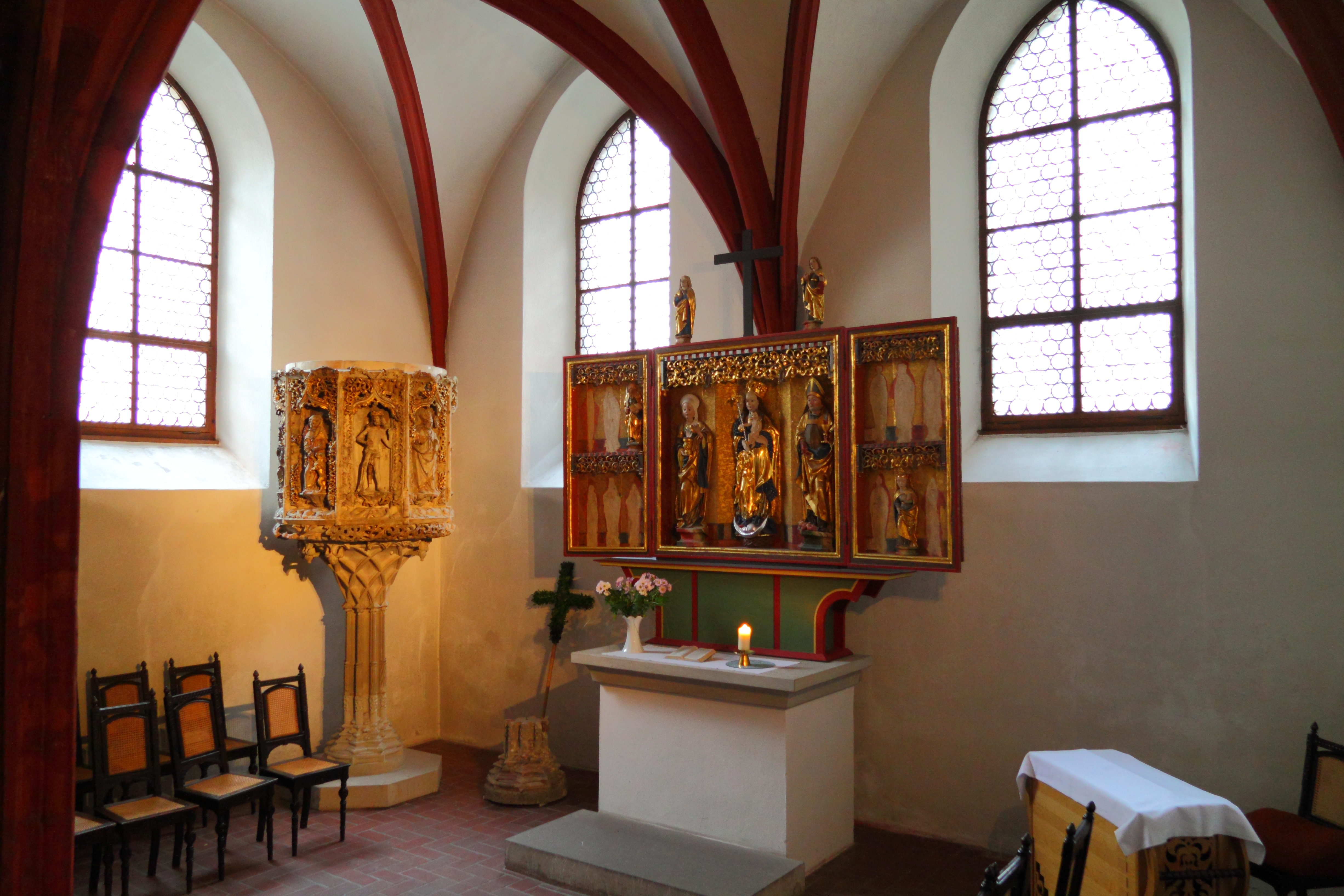
Capilla norte
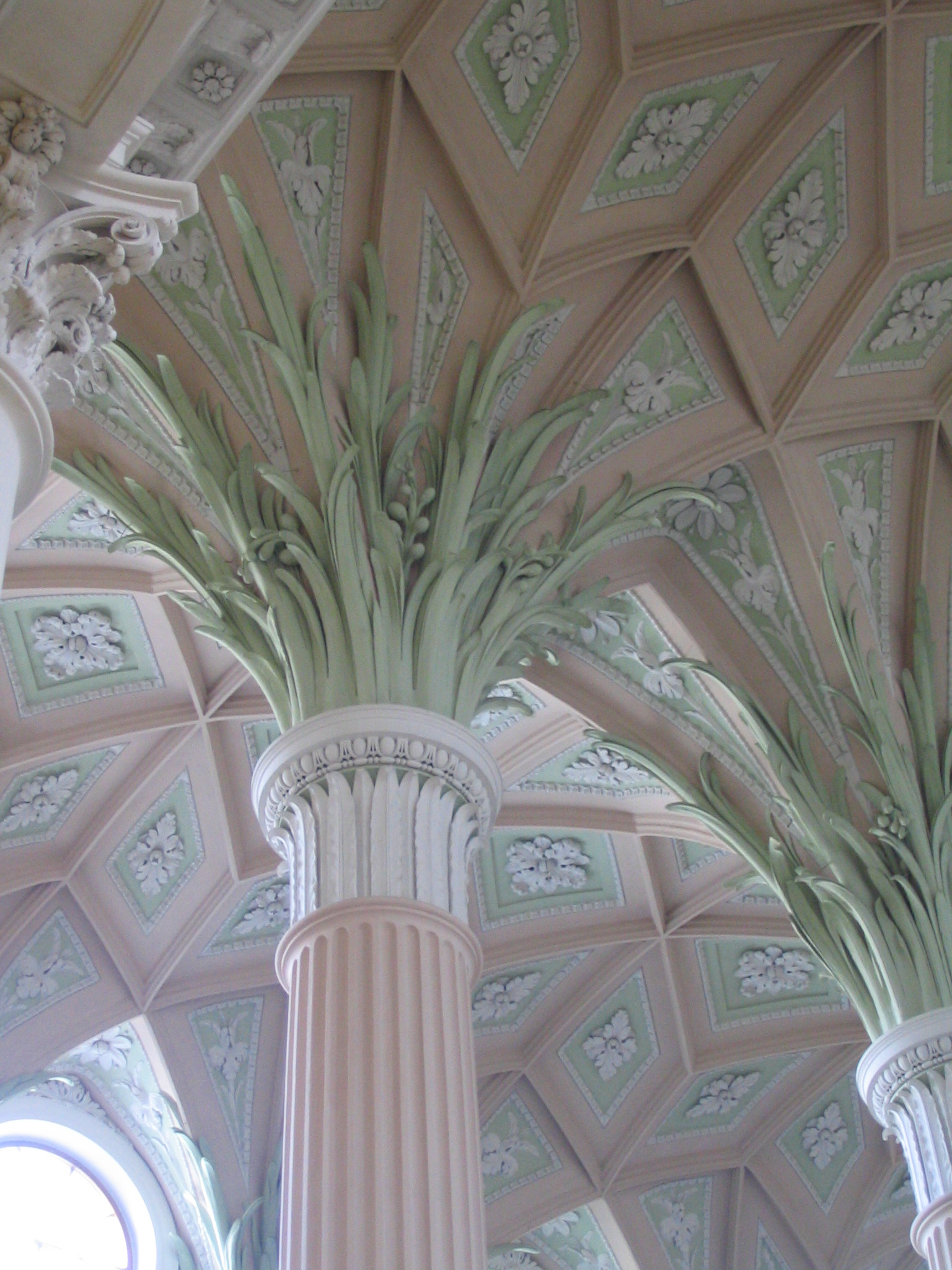
Detalle de columna
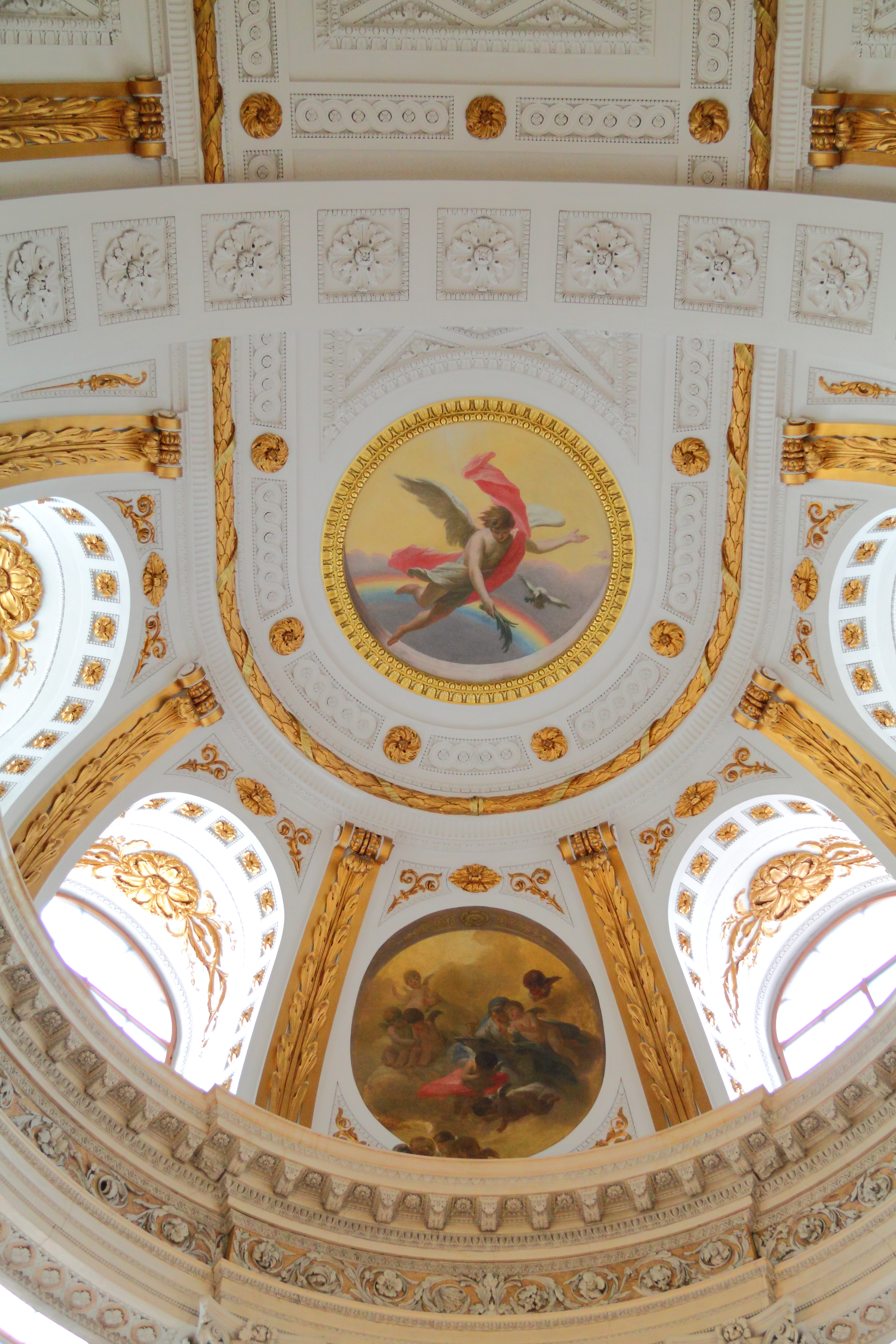
Cúpula sobre el altar
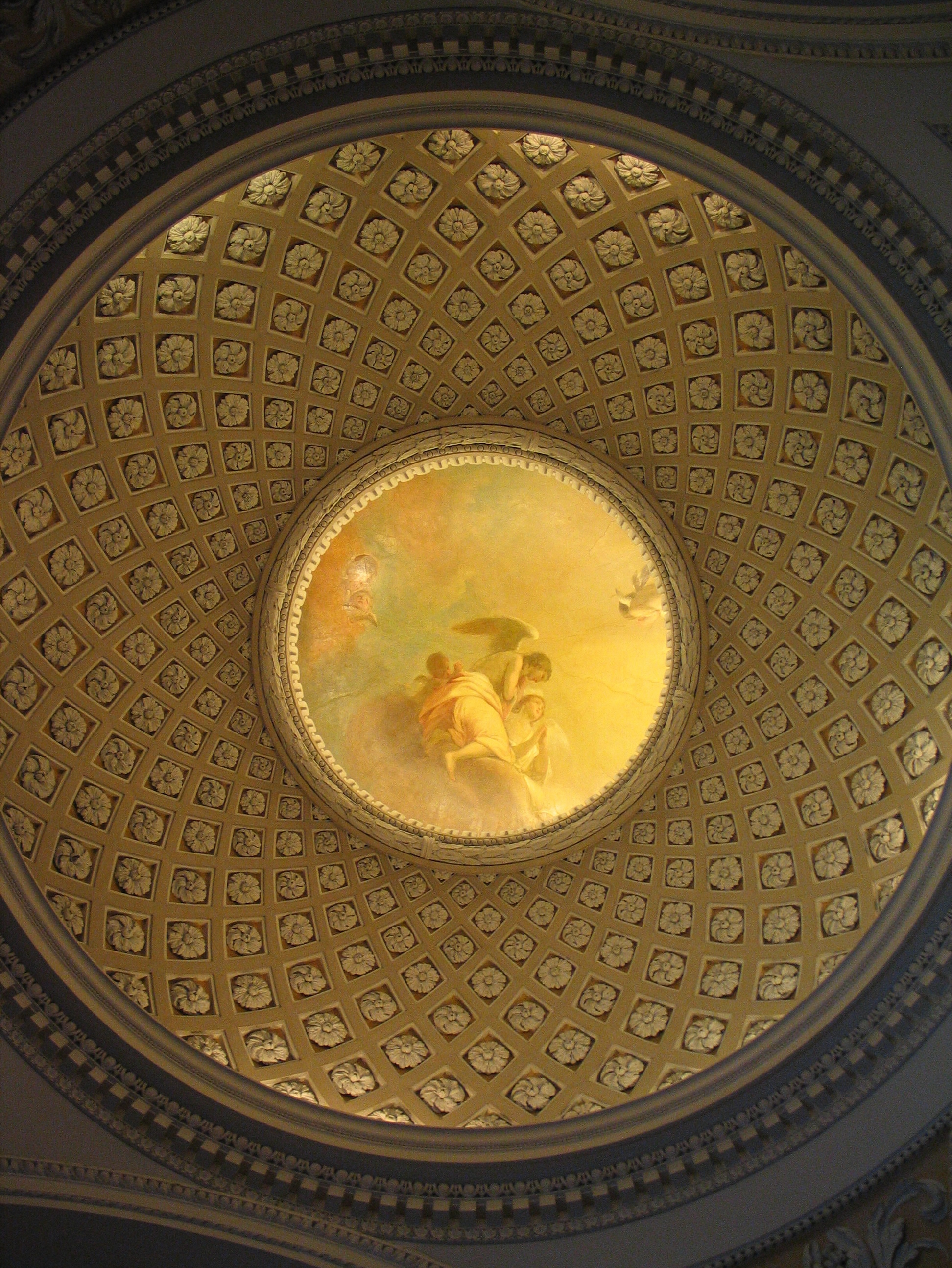
Pintura de Adam Friedrich Oeser
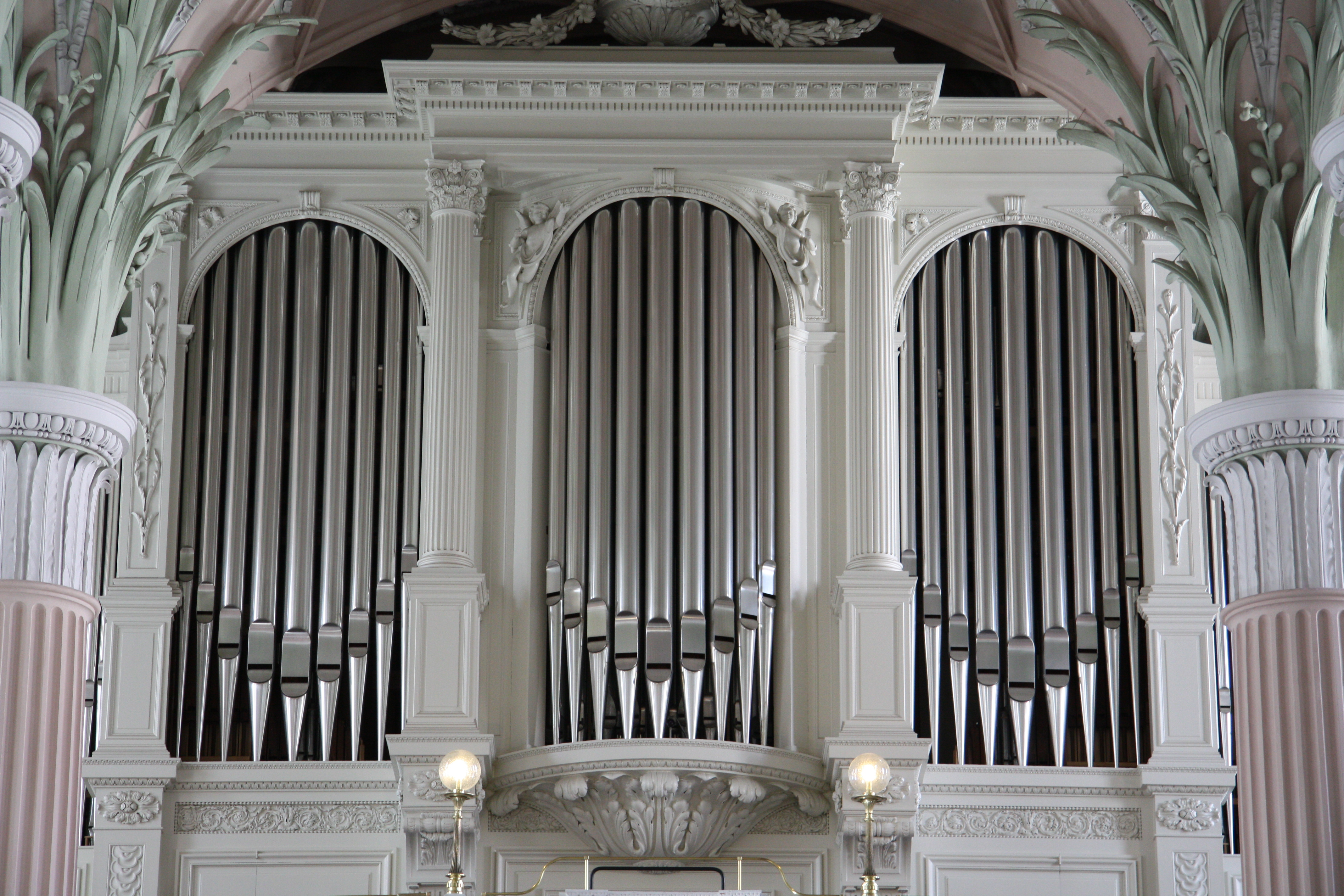
Órgano